# Хмелиско
Хме́лиско (бел. Хмеліска) — деревня в Берестовицком районе Гродненской области Белоруссии.
Входит в состав Берестовицкого сельсовета.
Расположена в центральной части района. Расстояние до районного центра Большая Берестовица по автодороге — 1 км и до железнодорожной станции Берестовица — 9 км (линия Мосты — Берестовица). Ближайшие населённые пункты — Белый Дворак, Большая Берестовица, Плюскаловцы. Площадь занимаемой территории составляет 0,2236 км², протяжённость границ 3379 м.

## История
Хмелиско впервые упоминается в XIX веке. Согласно описи 1897 года числилось как две деревни: Берестовица 1-я (Хмелиско 1-е) и Берестовица 2-я (Хмелиско 2-е) в Велико-Берестовицкой волости Гродненского уезда Гродненской губернии. Первая насчитывала 7 хозяйств и 44 жителя, вторая — 5 хозяйств и 26 жителей. С августа 1915 по 1 января 1919 года входило в зону оккупации кайзеровской Германии. Затем, после похода Красной армии, в составе ССРБ. В феврале 1919 года в ходе советско-польской войны занято польскими войсками, а с 1920 по 1921 год войсками Красной Армии.
После подписания Рижского договора, в 1921 году Западная Белоруссия отошла к Польской Республике и деревня была включена в состав новообразованной сельской гмины Велька-Бжостовица Гродненского повета Белостокского воеводства. Насчитывала 7 дымов (дворов) и 53 души (22 мужчины и 31 женщину). Из них 4 католика и 49 православных; 16 поляков и 37 белорусов..
В 1939 году, согласно секретному протоколу, заключённому между СССР и Германией, Западная Белоруссия оказалась в сфере интересов советского государства и её территорию заняли войска Красной армии. В 1940 году деревня вошла в состав новообразованного Большеберестовицкого сельсовета Крынковского района Белостокской области БССР. С июня 1941 по июль 1944 года оккупирована немецкими войсками. Деревня потеряла 17 жителей, погибших на фронте и в партизанской борьбе. С 20 сентября 1944 года в Берестовицком районе. 16 июля 1954 года включена в состав Иодичского сельсовета. С 25 января 1962 года по 30 июля 1966 входила в состав Свислочского района. В 1970 году насчитывала 20 жителей. С 11 февраля 1972 года в Берестовицком поселковом, а с 19 января 1996 года в сельском, советах. На 1998 год насчитывала 16 дворов и 21 жителя. До 26 июня 2003 года входила в состав колхоза «Красный Октябрь» (бел. Чырвоны Кастрычнік).

## Население
| 1897 | 1921 | 1970 | 1998 | 1999 | 2009 | 2015 |
| ---- | ---- | ---- | ---- | ---- | ---- | ---- |
| 70   | 53   | 20   | 21   | 21   | 12   | 12   |

## Транспорт
Через деревню проходит автодорога местного значения Н6928 Большая Берестовица—Хмелиско.